# Obras-padrão dos Santos dos Últimos Dias

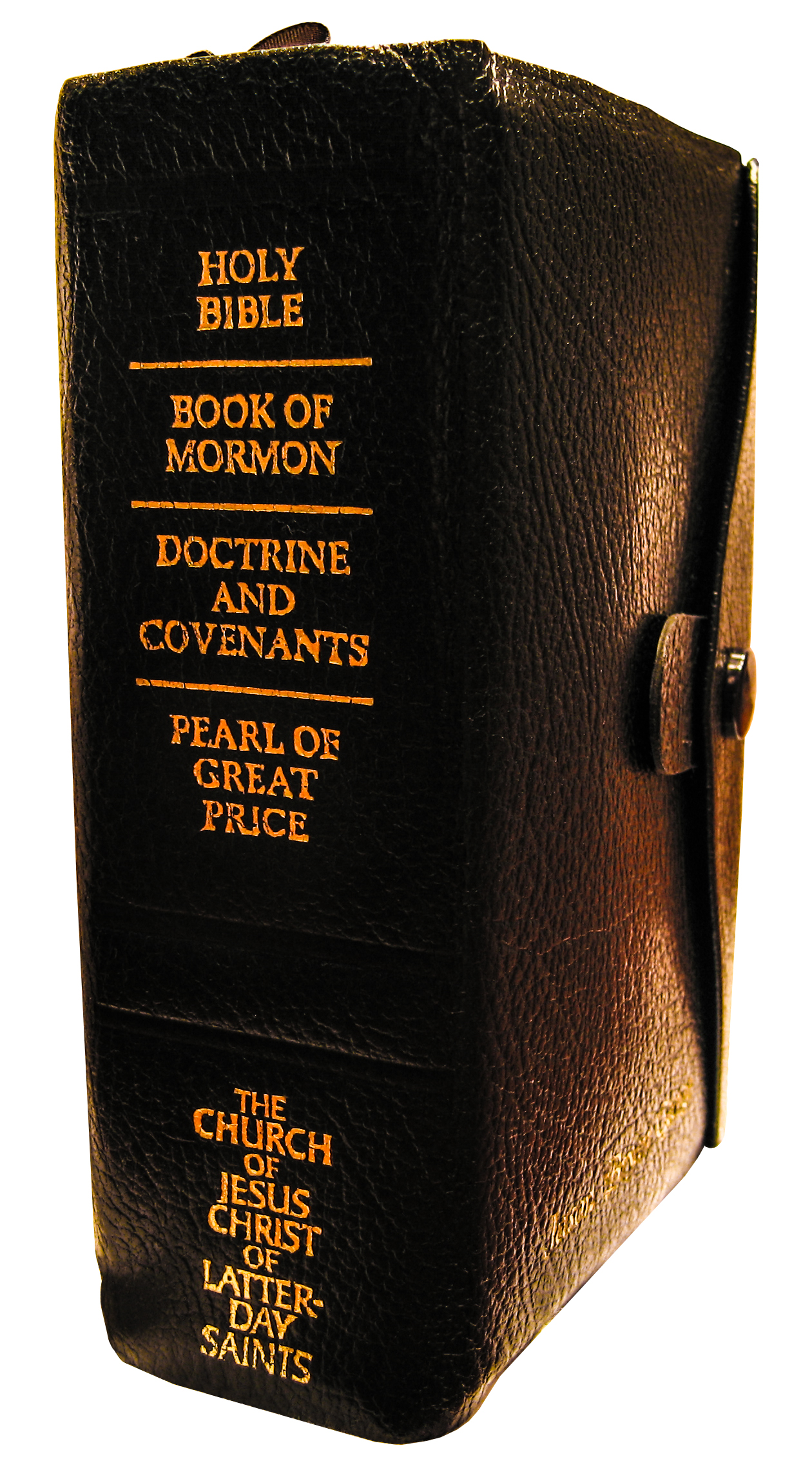
As obras-padrão (versão inglesa) de A Igreja de Jesus Cristo dos Santos dos Últimos Dias

As obras-padrão  é o nome dado pelos membros de A Igreja de Jesus Cristo dos Santos dos Últimos Dias  para designar os quatro principais livros da sua igreja: a Bíblia, o Livro de Mórmon, Doutrina e Convênios e Pérola de Grande Valor.